# Tour de los Fiordos 2018
La 6.ª edición del Tour de los Fiordos (oficialmente: Tour des Fjords) se celebró en Noruega entre el 22 y el 24 de mayo de 2018 con inicio en la ciudad de Lindesnes y final en la ciudad de Egersund. El recorrido consistió de un total de 3 etapas sobre una distancia total de 562 km.
La prueba forma parte del UCI Europe Tour 2018 dentro de la categoría 2.HC (máxima categoría de estos circuitos) y fue ganada por el ciclista suizo Michael Albasini del equipo Mitchelton-Scott. El podio lo completaron el ciclista belga Bjorg Lambrecht del equipo Lotto Soudal y el ciclista neerlandés Pim Ligthart del equipo Roompot-Nederlandse Loterij.

## Equipos participantes
Tomaron parte en la carrera 20 equipos, de los cuales 9 son de categoría UCI WorldTeam, 7 de categoría Profesional Continental y 4 de categoría Continental, quienes conformaron un pelotón de 122 ciclistas de los que terminaron 91. Los equipos participantes fueron:
| WorldTeams (9)- Dimension Data - EF Education First-Drapac p/b Cannondale - Lotto NL-Jumbo - Lotto Soudal - Mitchelton-Scott - Quick-Step Floors - Sky - Team Sunweb - Trek-Segafredo Equipos continentales profesionales (8)- Aqua Blue Sport - Caja Rural-Seguros RGA - CCC Sprandi Polkowice - Delko-Marseille Provence-KTM - Israel Cycling Academy - Nippo-Vini Fantini-Europa Ovini - Roompot-Nederlandse Loterij - Sport Vlaanderen-Baloise Equipos continentales (4)- Coop - Uno-X Norwegian Development - Team Joker Icopal - Virtu Cycling |
| |

## Recorrido
El Tour de los Fiordos dispuso de tres etapas para un recorrido total de 562 km.
| Etapa     | Fecha     | Recorrido                        | type            | Distancia (km) | Ganador          | Líder            |
| --------- | --------- | -------------------------------- | --------------- | -------------- | ---------------- | ---------------- |
| 1.ª etapa | 22 de may | Lindesnes (1964-2019) – Grimstad | etapa llana     | 191,43         | Fabio Jakobsen   | Fabio Jakobsen   |
| 2.ª etapa | 23 de may | Risør – Kristiansand             | etapa llana     | 188,85         | Michael Albasini | Fabio Jakobsen   |
| 3.ª etapa | 24 de may | Farsund – Egersund               | etapa escarpada | 183,78         | Bjorg Lambrecht  | Michael Albasini |

## Desarrollo de la carrera

### 1.ª etapa
| Lindesnes (1964-2019) - Grimstad | etapa llana | (191,43 km) |

| \| Clasificación de la etapa \| Clasificación de la etapa \| Clasificación de la etapa \| Clasificación de la etapa \| Clasificación de la etapa \| \| Ciclista \| Ciclista \| Equipo \| Tiempo \| \| \| ------------------------- \| ------------------------- \| ------------------------------- \| ------------------------- \| ------------------------- \| \| 1.º \| Fabio Jakobsen \| Quick-Step Floors \| 4 h 22 min 32 s \| \| \| 2.º \| Moreno Hofland \| Lotto-Soudal \| + 0 s \| \| \| 3.º \| Timo Roosen \| LottoNL-Jumbo \| + 0 s \| \| \| 4.º \| Amund Grøndahl Jansen \| LottoNL-Jumbo \| + 0 s \| \| \| 5.º \| Edvald Boasson Hagen \| Dimension Data \| + 0 s \| \| \| 6.º \| Eduard-Michael Grosu \| Nippo-Vini Fantini-Europa Ovini \| + 0 s \| \| \| 7.º \| Nelson Soto Martínez \| Caja Rural-Seguros RGA \| + 0 s \| \| \| 8.º \| Jeroen Meijers \| Roompot-Nederlandse Loterij \| + 0 s \| \| \| 9.º \| Michael Albasini \| Mitchelton-Scott \| + 0 s \| \| \| 10.º \| Dries Van Gestel \| Sport Vlaanderen-Baloise \| + 0 s \| \| |                       |                                 |                 |
| |                       |                                 |                 |
| Fuente: ProCyclingStats |                       |                                 |                 |
| Clasificación de la etapa |                       |                                 |                 |
| Ciclista | Ciclista              | Equipo                          | Tiempo          |
| 1.º | Fabio Jakobsen        | Quick-Step Floors               | 4 h 22 min 32 s |
| 2.º | Moreno Hofland        | Lotto-Soudal                    | + 0 s           |
| 3.º | Timo Roosen           | LottoNL-Jumbo                   | + 0 s           |
| 4.º | Amund Grøndahl Jansen | LottoNL-Jumbo                   | + 0 s           |
| 5.º | Edvald Boasson Hagen  | Dimension Data                  | + 0 s           |
| 6.º | Eduard-Michael Grosu  | Nippo-Vini Fantini-Europa Ovini | + 0 s           |
| 7.º | Nelson Soto Martínez  | Caja Rural-Seguros RGA          | + 0 s           |
| 8.º | Jeroen Meijers        | Roompot-Nederlandse Loterij     | + 0 s           |
| 9.º | Michael Albasini      | Mitchelton-Scott                | + 0 s           |
| 10.º | Dries Van Gestel      | Sport Vlaanderen-Baloise        | + 0 s           |

| \| Clasificación general \| Clasificación general \| Clasificación general \| Clasificación general \| Clasificación general \| \| Ciclista \| Ciclista \| Equipo \| Tiempo \| \| \| --------------------- \| --------------------- \| ------------------------------- \| --------------------- \| --------------------- \| \| 1.º \| Fabio Jakobsen \| Quick-Step Floors \| 4 h 22 min 22 s \| \| \| 2.º \| Moreno Hofland \| Lotto-Soudal \| + 4 s \| \| \| 3.º \| František Sisr \| CCC Sprandi Polkowice \| + 5 s \| \| \| 4.º \| Henrik Evensen \| Joker Icopal \| + 5 s \| \| \| 5.º \| Timo Roosen \| LottoNL-Jumbo \| + 6 s \| \| \| 6.º \| Floris Gerts \| Roompot-Nederlandse Loterij \| + 8 s \| \| \| 7.º \| Amund Grøndahl Jansen \| LottoNL-Jumbo \| + 10 s \| \| \| 8.º \| Edvald Boasson Hagen \| Dimension Data \| + 10 s \| \| \| 9.º \| Eduard-Michael Grosu \| Nippo-Vini Fantini-Europa Ovini \| + 10 s \| \| \| 10.º \| Nelson Soto Martínez \| Caja Rural-Seguros RGA \| + 10 s \| \| |                       |                                 |                 |
| |                       |                                 |                 |
| Fuente: ProCyclingStats |                       |                                 |                 |
| Clasificación general |                       |                                 |                 |
| Ciclista | Ciclista              | Equipo                          | Tiempo          |
| 1.º | Fabio Jakobsen        | Quick-Step Floors               | 4 h 22 min 22 s |
| 2.º | Moreno Hofland        | Lotto-Soudal                    | + 4 s           |
| 3.º | František Sisr        | CCC Sprandi Polkowice           | + 5 s           |
| 4.º | Henrik Evensen        | Joker Icopal                    | + 5 s           |
| 5.º | Timo Roosen           | LottoNL-Jumbo                   | + 6 s           |
| 6.º | Floris Gerts          | Roompot-Nederlandse Loterij     | + 8 s           |
| 7.º | Amund Grøndahl Jansen | LottoNL-Jumbo                   | + 10 s          |
| 8.º | Edvald Boasson Hagen  | Dimension Data                  | + 10 s          |
| 9.º | Eduard-Michael Grosu  | Nippo-Vini Fantini-Europa Ovini | + 10 s          |
| 10.º | Nelson Soto Martínez  | Caja Rural-Seguros RGA          | + 10 s          |

### 2.ª etapa
| Risør - Kristiansand | etapa llana | (188,85 km) |

| \| Clasificación de la etapa \| Clasificación de la etapa \| Clasificación de la etapa \| Clasificación de la etapa \| Clasificación de la etapa \| \| Ciclista \| Ciclista \| Equipo \| Tiempo \| \| \| ------------------------- \| ------------------------- \| --------------------------- \| ------------------------- \| ------------------------- \| \| 1.º \| Michael Albasini \| Mitchelton-Scott \| 4 h 33 min 02 s \| \| \| 2.º \| Pim Ligthart \| Roompot-Nederlandse Loterij \| + 0 s \| \| \| 3.º \| Kristoffer Halvorsen \| Team Sky \| + 0 s \| \| \| 4.º \| Edvald Boasson Hagen \| Dimension Data \| + 0 s \| \| \| 5.º \| Amund Grøndahl Jansen \| LottoNL-Jumbo \| + 0 s \| \| \| 6.º \| Timo Roosen \| LottoNL-Jumbo \| + 0 s \| \| \| 7.º \| Fabio Jakobsen \| Quick-Step Floors \| + 0 s \| \| \| 8.º \| Davide Martinelli \| Quick-Step Floors \| + 0 s \| \| \| 9.º \| Herman Dahl \| Joker Icopal \| + 0 s \| \| \| 10.º \| Søren Kragh Andersen \| Team Sunweb \| + 0 s \| \| |                       |                             |                 |
| |                       |                             |                 |
| Fuente: ProCyclingStats |                       |                             |                 |
| Clasificación de la etapa |                       |                             |                 |
| Ciclista | Ciclista              | Equipo                      | Tiempo          |
| 1.º | Michael Albasini      | Mitchelton-Scott            | 4 h 33 min 02 s |
| 2.º | Pim Ligthart          | Roompot-Nederlandse Loterij | + 0 s           |
| 3.º | Kristoffer Halvorsen  | Team Sky                    | + 0 s           |
| 4.º | Edvald Boasson Hagen  | Dimension Data              | + 0 s           |
| 5.º | Amund Grøndahl Jansen | LottoNL-Jumbo               | + 0 s           |
| 6.º | Timo Roosen           | LottoNL-Jumbo               | + 0 s           |
| 7.º | Fabio Jakobsen        | Quick-Step Floors           | + 0 s           |
| 8.º | Davide Martinelli     | Quick-Step Floors           | + 0 s           |
| 9.º | Herman Dahl           | Joker Icopal                | + 0 s           |
| 10.º | Søren Kragh Andersen  | Team Sunweb                 | + 0 s           |

| \| Clasificación general \| Clasificación general \| Clasificación general \| Clasificación general \| Clasificación general \| \| Ciclista \| Ciclista \| Equipo \| Tiempo \| \| \| --------------------- \| --------------------- \| --------------------------- \| --------------------- \| --------------------- \| \| 1.º \| Fabio Jakobsen \| Quick-Step Floors \| 8 h 55 min 24 s \| \| \| 2.º \| Michael Albasini \| Mitchelton-Scott \| + 0 s \| \| \| 3.º \| Pim Ligthart \| Roompot-Nederlandse Loterij \| + 4 s \| \| \| 4.º \| František Sisr \| CCC Sprandi Polkowice \| + 5 s \| \| \| 5.º \| Michael Gogl \| Trek-Segafredo \| + 5 s \| \| \| 6.º \| Timo Roosen \| LottoNL-Jumbo \| + 6 s \| \| \| 7.º \| Kristoffer Halvorsen \| Team Sky \| + 6 s \| \| \| 8.º \| Edvald Boasson Hagen \| Dimension Data \| + 10 s \| \| \| 9.º \| Amund Grøndahl Jansen \| LottoNL-Jumbo \| + 10 s \| \| \| 10.º \| Søren Kragh Andersen \| Team Sunweb \| + 10 s \| \| |                       |                             |                 |
| |                       |                             |                 |
| Fuente: ProCyclingStats |                       |                             |                 |
| Clasificación general |                       |                             |                 |
| Ciclista | Ciclista              | Equipo                      | Tiempo          |
| 1.º | Fabio Jakobsen        | Quick-Step Floors           | 8 h 55 min 24 s |
| 2.º | Michael Albasini      | Mitchelton-Scott            | + 0 s           |
| 3.º | Pim Ligthart          | Roompot-Nederlandse Loterij | + 4 s           |
| 4.º | František Sisr        | CCC Sprandi Polkowice       | + 5 s           |
| 5.º | Michael Gogl          | Trek-Segafredo              | + 5 s           |
| 6.º | Timo Roosen           | LottoNL-Jumbo               | + 6 s           |
| 7.º | Kristoffer Halvorsen  | Team Sky                    | + 6 s           |
| 8.º | Edvald Boasson Hagen  | Dimension Data              | + 10 s          |
| 9.º | Amund Grøndahl Jansen | LottoNL-Jumbo               | + 10 s          |
| 10.º | Søren Kragh Andersen  | Team Sunweb                 | + 10 s          |

### 3.ª etapa
| Farsund - Egersund | etapa escarpada | (183,78 km) |

| \| Clasificación de la etapa \| Clasificación de la etapa \| Clasificación de la etapa \| Clasificación de la etapa \| Clasificación de la etapa \| \| Ciclista \| Ciclista \| Equipo \| Tiempo \| \| \| ------------------------- \| ------------------------- \| --------------------------- \| ------------------------- \| ------------------------- \| \| 1.º \| Bjorg Lambrecht \| Lotto-Soudal \| 4 h 36 min 43 s \| \| \| 2.º \| Michael Albasini \| Mitchelton-Scott \| + 0 s \| \| \| 3.º \| Edvald Boasson Hagen \| Dimension Data \| + 0 s \| \| \| 4.º \| Pim Ligthart \| Roompot-Nederlandse Loterij \| + 0 s \| \| \| 5.º \| Amund Grøndahl Jansen \| LottoNL-Jumbo \| + 3 s \| \| \| 6.º \| August Jensen \| Israel Cycling Academy \| + 3 s \| \| \| 7.º \| Ruben Guerreiro \| Trek-Segafredo \| + 3 s \| \| \| 8.º \| Søren Kragh Andersen \| Team Sunweb \| + 3 s \| \| \| 9.º \| Aaron Gate \| Aqua Blue Sport \| + 3 s \| \| \| 10.º \| Jeroen Meijers \| Roompot-Nederlandse Loterij \| + 3 s \| \| |                       |                             |                 |
| |                       |                             |                 |
| Fuente: ProCyclingStats |                       |                             |                 |
| Clasificación de la etapa |                       |                             |                 |
| Ciclista | Ciclista              | Equipo                      | Tiempo          |
| 1.º | Bjorg Lambrecht       | Lotto-Soudal                | 4 h 36 min 43 s |
| 2.º | Michael Albasini      | Mitchelton-Scott            | + 0 s           |
| 3.º | Edvald Boasson Hagen  | Dimension Data              | + 0 s           |
| 4.º | Pim Ligthart          | Roompot-Nederlandse Loterij | + 0 s           |
| 5.º | Amund Grøndahl Jansen | LottoNL-Jumbo               | + 3 s           |
| 6.º | August Jensen         | Israel Cycling Academy      | + 3 s           |
| 7.º | Ruben Guerreiro       | Trek-Segafredo              | + 3 s           |
| 8.º | Søren Kragh Andersen  | Team Sunweb                 | + 3 s           |
| 9.º | Aaron Gate            | Aqua Blue Sport             | + 3 s           |
| 10.º | Jeroen Meijers        | Roompot-Nederlandse Loterij | + 3 s           |

## Clasificaciones finales
Las clasificaciones finalizaron de la siguiente forma:

### Clasificación general
| \| Clasificación general \| Clasificación general \| Clasificación general \| Clasificación general \| Clasificación general \| \| Ciclista \| Ciclista \| Equipo \| Tiempo \| \| \| --------------------- \| --------------------- \| --------------------------- \| --------------------- \| --------------------- \| \| 1.º \| Michael Albasini \| Mitchelton-Scott \| 13 h 32 min 01 s \| \| \| 2.º \| Bjorg Lambrecht \| Lotto-Soudal \| + 6 s \| \| \| 3.º \| Pim Ligthart \| Roompot-Nederlandse Loterij \| + 10 s \| \| \| 4.º \| Edvald Boasson Hagen \| Dimension Data \| + 12 s \| \| \| 5.º \| Michael Gogl \| Trek-Segafredo \| + 14 s \| \| \| 6.º \| Timo Roosen \| LottoNL-Jumbo \| + 15 s \| \| \| 7.º \| Amund Grøndahl Jansen \| LottoNL-Jumbo \| + 19 s \| \| \| 8.º \| Søren Kragh Andersen \| Team Sunweb \| + 19 s \| \| \| 9.º \| Jeroen Meijers \| Roompot-Nederlandse Loterij \| + 19 s \| \| \| 10.º \| Ruben Guerreiro \| Trek-Segafredo \| + 19 s \| \| |                       |                             |                  |
| |                       |                             |                  |
| Fuente: ProCyclingStats |                       |                             |                  |
| Clasificación general |                       |                             |                  |
| Ciclista | Ciclista              | Equipo                      | Tiempo           |
| 1.º | Michael Albasini      | Mitchelton-Scott            | 13 h 32 min 01 s |
| 2.º | Bjorg Lambrecht       | Lotto-Soudal                | + 6 s            |
| 3.º | Pim Ligthart          | Roompot-Nederlandse Loterij | + 10 s           |
| 4.º | Edvald Boasson Hagen  | Dimension Data              | + 12 s           |
| 5.º | Michael Gogl          | Trek-Segafredo              | + 14 s           |
| 6.º | Timo Roosen           | LottoNL-Jumbo               | + 15 s           |
| 7.º | Amund Grøndahl Jansen | LottoNL-Jumbo               | + 19 s           |
| 8.º | Søren Kragh Andersen  | Team Sunweb                 | + 19 s           |
| 9.º | Jeroen Meijers        | Roompot-Nederlandse Loterij | + 19 s           |
| 10.º | Ruben Guerreiro       | Trek-Segafredo              | + 19 s           |

### Clasificación por puntos
| Clasificación por puntos | Clasificación por puntos | Clasificación por puntos    | Clasificación por puntos | Clasificación por puntos |
| Ciclista                 | Ciclista                 | Equipo                      | Puntos                   |                          |
| ------------------------ | ------------------------ | --------------------------- | ------------------------ | ------------------------ |
| 1.º                      | Michael Albasini         | Mitchelton-Scott            | 38 pts                   |                          |
| 2.º                      | Edvald Boasson Hagen     | Dimension Data              | 36 pts                   |                          |
| 3.º                      | Amund Grøndahl Jansen    | LottoNL-Jumbo               | 32 pts                   |                          |
| 4.º                      | Pim Ligthart             | Roompot-Nederlandse Loterij | 28 pts                   |                          |
| 5.º                      | Fabio Jakobsen           | Quick-Step Floors           | 26 pts                   |                          |
| 6.º                      | Timo Roosen              | LottoNL-Jumbo               | 22 pts                   |                          |
| 7.º                      | Bjorg Lambrecht          | Lotto-Soudal                | 20 pts                   |                          |
| 8.º                      | Moreno Hofland           | Lotto-Soudal                | 16 pts                   |                          |
| 9.º                      | Kristoffer Halvorsen     | Team Sky                    | 14 pts                   |                          |
| 10.º                     | Michael Gogl             | Trek-Segafredo              | 10 pts                   |                          |

### Clasificación de la montaña
| Clasificación de la montaña | Clasificación de la montaña | Clasificación de la montaña | Clasificación de la montaña | Clasificación de la montaña |
| Ciclista                    | Ciclista                    | Equipo                      | Puntos                      |                             |
| --------------------------- | --------------------------- | --------------------------- | --------------------------- | --------------------------- |
| 1.º                         | Carlos Verona               | Mitchelton-Scott            | 14 pts                      |                             |
| 2.º                         | Floris Gerts                | Roompot-Nederlandse Loterij | 7 pts                       |                             |
| 3.º                         | Maxime Monfort              | Lotto-Soudal                | 6 pts                       |                             |
| 4.º                         | Nathan Earle                | Israel Cycling Academy      | 6 pts                       |                             |
| 5.º                         | Bjorg Lambrecht             | Lotto-Soudal                | 3 pts                       |                             |
| 6.º                         | Michael Gogl                | Trek-Segafredo              | 3 pts                       |                             |
| 7.º                         | Søren Kragh Andersen        | Team Sunweb                 | 3 pts                       |                             |
| 8.º                         | James Knox                  | Quick-Step Floors           | 2 pts                       |                             |
| 9.º                         | Lucas Hamilton              | Mitchelton-Scott            | 2 pts                       |                             |
| 10.º                        | Aksel Fischer Aasheim       | Joker Icopal                | 2 pts                       |                             |

### Clasificación de los jóvenes
| Clasificación del mejor joven | Clasificación del mejor joven | Clasificación del mejor joven   | Clasificación del mejor joven | Clasificación del mejor joven |
| Ciclista                      | Ciclista                      | Equipo                          | Tiempo                        |                               |
| ----------------------------- | ----------------------------- | ------------------------------- | ----------------------------- | ----------------------------- |
| 1.º                           | Bjorg Lambrecht               | Lotto-Soudal                    | 13 h 32 min 07 s              |                               |
| 2.º                           | Michael Gogl                  | Trek-Segafredo                  | + 8 s                         |                               |
| 3.º                           | Timo Roosen                   | LottoNL-Jumbo                   | + 9 s                         |                               |
| 4.º                           | Amund Grøndahl Jansen         | LottoNL-Jumbo                   | + 13 s                        |                               |
| 5.º                           | Søren Kragh Andersen          | Team Sunweb                     | + 13 s                        |                               |
| 6.º                           | Jeroen Meijers                | Roompot-Nederlandse Loterij     | + 13 s                        |                               |
| 7.º                           | Ruben Guerreiro               | Trek-Segafredo                  | + 13 s                        |                               |
| 8.º                           | Milan Menten                  | Sport Vlaanderen-Baloise        | + 19 s                        |                               |
| 9.º                           | Nicola Bagioli                | Nippo-Vini Fantini-Europa Ovini | + 19 s                        |                               |
| 10.º                          | Jonas Abrahamsen              | Uno-X Norwegian Development     | + 20 s                        |                               |

### Clasificación por equipos
| Clasificación por equipos | Clasificación por equipos   | Clasificación por equipos | Clasificación por equipos |
| Equipo                    | Equipo                      | Tiempo                    |                           |
| ------------------------- | --------------------------- | ------------------------- | ------------------------- |
| 1.º                       | Roompot-Nederlandse Loterij | 40 h 36 min 57 s          |                           |
| 2.º                       | CCC Sprandi Polkowice       | + 35 s                    |                           |
| 3.º                       | Sport Vlaanderen-Baloise    | + 47 s                    |                           |
| 4.º                       | Sky                         | + 1 min 30 s              |                           |
| 5.º                       | Dimension Data              | + 3 min 50 s              |                           |
| 6.º                       | Quick-Step Floors           | + 5 min 00 s              |                           |
| 7.º                       | Lotto NL-Jumbo              | + 5 min 04 s              |                           |
| 8.º                       | Mitchelton-Scott            | + 6 min 11 s              |                           |
| 9.º                       | Israel Cycling Academy      | + 6 min 17 s              |                           |
| 10.º                      | Aqua Blue Sport             | + 6 min 34 s              |                           |

## Evolución de las clasificaciones
| Etapa                   | Vencedor                | Clasificación general | Clasificación por puntos | Clasificación de la montaña | Clasificación de los jóvenes | Clasificación por equipos   |
| ----------------------- | ----------------------- | --------------------- | ------------------------ | --------------------------- | ---------------------------- | --------------------------- |
| 1.ª                     | Fabio Jakobsen          | Fabio Jakobsen        | Fabio Jakobsen           | Henrik Evensen              | Fabio Jakobsen               | Lotto Soudal                |
| 2.ª                     | Michael Albasini        | Fabio Jakobsen        | Fabio Jakobsen           | Carlos Verona               | Fabio Jakobsen               | CCC Sprandi Polkowice       |
| 3.ª                     | Bjorg Lambrecht         | Michael Albasini      | Michael Albasini         | Carlos Verona               | Bjorg Lambrecht              | Roompot-Nederlandse Loterij |
| Clasificaciones finales | Clasificaciones finales | Michael Albasini      | Michael Albasini         | Carlos Verona               | Bjorg Lambrecht              | Roompot-Nederlandse Loterij |

## UCI World Ranking
El Tour de los Fiordos otorga puntos para el UCI Europe Tour 2018 y el UCI World Ranking, este último para corredores de los equipos en las categorías UCI WorldTeam, Profesional Continental y Equipos Continentales. Las siguientes tablas muestran el baremo de puntuación y los 10 corredores que obtuvieron más puntos:
| Posición              | 1.º | 2.º | 3.º | 4.º | 5.º | 6.º | 7.º | 8.º | 9.º | 10.º | 11.º | 12.º | 13.º | 14.º | 15.º | 16.º-30.º | 31.º-40.º |
| Clasificación general | 200 | 150 | 125 | 100 | 85  | 70  | 60  | 50  | 40  | 35   | 30   | 25   | 20   | 15   | 10   | 5         | 3         |
| Por etapa             | 20  | 10  | 5   |     |     |     |     |     |     |      |      |      |      |      |      |           |           |
| Líder                 | 5   |     |     |     |     |     |     |     |     |      |      |      |      |      |      |           |           |

| Clasificación | Clasificación         | Clasificación               | Clasificación | Clasificación | Clasificación | Clasificación |
| Posición      | Ciclista              | Equipo                      | General       | Etapa         | Líder         | Total         |
| ------------- | --------------------- | --------------------------- | ------------- | ------------- | ------------- | ------------- |
| 1.º           | Michael Albasini      | Mitchelton-Scott            | 200           | 30            | -             | 230           |
| 2.º           | Bjorg Lambrecht       | Lotto Soudal                | 150           | 20            | -             | 170           |
| 3.º           | Pim Ligthart          | Roompot-Nederlandse Loterij | 125           | 10            | -             | 135           |
| 4.º           | Edvald Boasson Hagen  | Dimension Data              | 100           | 5             | -             | 105           |
| 5.º           | Michael Gogl          | Trek-Segafredo              | 85            | -             | -             | 85            |
| 6.º           | Timo Roosen           | LottoNL-Jumbo               | 70            | 5             | -             | 75            |
| 7.º           | Amund Grøndahl Jansen | LottoNL-Jumbo               | 60            | -             | -             | 60            |
| 8.º           | Søren Kragh Andersen  | Sunweb                      | 50            | -             | -             | 50            |
| 9.º           | Jeroen Meijers        | Roompot-Nederlandse Loterij | 40            | -             | -             | 40            |
| 10.º          | Ruben Guerreiro       | Trek-Segafredo              | 35            | -             | -             | 35            |